# Hồ quang điện

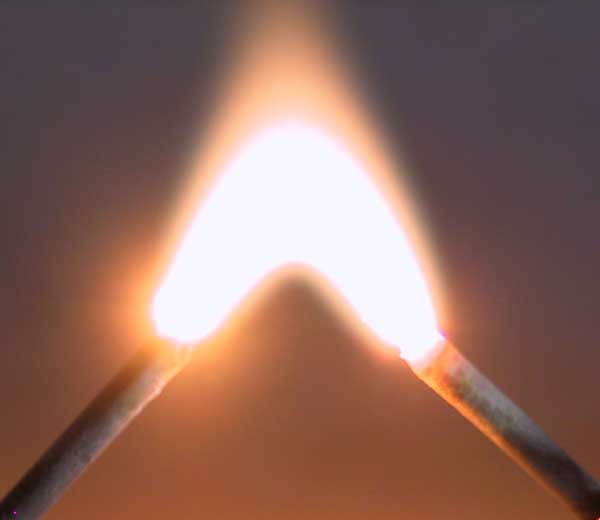
Hồ quang điện giữa hai đầu đinh với 3000 Volt.

Hồ quang điện là quá trình phóng điện tự lực xảy ra trong chất khí ở áp suất thường hoặc áp suất thấp giữa hai điện cực có hiệu điện thế không lớn. Trên thực tế, hồ quang điện là dạng đặc biệt thứ tư của plasma, được tạo ra qua sự trao đổi điện tích liên tục. Nó thường sản sinh ra ánh sáng nhìn thấy được và sự tỏa nhiệt mạnh. Hồ quang điện đặc trưng bởi điện áp thấp hơn sự phóng điện phát sáng (hiện tượng xảy ra trong các bóng đèn khí như đèn neon từ 100 V đến vài nghìn V) và phụ thuộc vào sự phát xạ nhiệt của các electron từ hai điện cực.
Dòng điện chạy qua chất khí giữa hai cực chủ yếu là dòng electron (và cả ion âm) đi từ cathode đến anode, nhưng cũng có một phần là dòng ion dương đi từ anode đến cathode. Các ion âm và electron tới đập vào anode, làm anot nóng lên, nhiệt độ có thể lên đến 3500℃. Do đó, anode phát sáng mạnh ; tại đó hầu hết vật liệu bị nóng chảy và thậm chí bay hơi, nên anode bị lõm vào, làm cho mạch điện bị nối tắt. Còn các ion dương khi tới đập vào cathode thì cũng làm cho cathode duy trì được trạng thái nóng đỏ ban đầu và phát ra các electron (phát xạ nhiệt electron). Chất khí giữa 2 cực ở nhiệt độ cao nên bị ion hóa và dẫn điện tốt, nhờ đó điện trở của khí trong hồ quang điện rất nhỏ. Cường độ dòng điện trong mạch có thể khá lớn, đạt hàng chục ampe.
Nó có rất nhiều ứng dụng trong kĩ thuật. Nhờ nhiệt độ cao của các cặp điện cực, người ta dùng hồ quang trong việc hàn điện: một cực của hồ quang là tấm kim loại cần hàn, còn cực kia là que hàn. Do nhiệt độ cao giữa hai cực, que hàn nóng chảy và lấp chỗ cần hàn lên tấm kim loại.
Tia hồ quang điện có sức mạnh rất lớn. khi chúng ta nhìn vào thì tia hồ quang làm chết các tế bào niêm mạc mắt, dẫn tới đau mắt hàn. Nếu một ai đó không trang bị mặt nạ bảo hộ trong quá trình hàn thì có thể làm bong da mặt nguyên nhân do chết hết tế bào bên ngoài